# E. Phillips Oppenheim
Pour les articles homonymes, voir Oppenheim (homonymie).
Œuvres principales
- L'Imposteur (1920)

E. Phillips Oppenheim, né Edward Phillips Oppenheim à Londres au Royaume-Uni le 22 octobre 1866 et décédé à Saint-Pierre-Port sur l'île de Guernesey le 3 février 1946, est un auteur britannique de roman policier et de roman d'espionnage. Il est célèbre pour avoir écrit L'Imposteur, un roman d'espionnage adapté à trois reprises au cinéma.

## Biographie
Fils d'un marchand, il fait des études à Leicester, mais doit les interrompre assez tôt pour aider son père à diriger son commerce de cuir en difficultés financières. Le jeune homme consacre jusqu'à neuf heures par jour à redresser l'entreprise familiale et, la nuit, en rognant sur ses heures de sommeil, il écrit des romans, car il caresse déjà le rêve d'être un jour un écrivain célèbre. Son premier roman, Expiation (1887), publié à compte d'auteur (son père lui ayant avancé l'argent), rencontre un certain succès. Il doit toutefois interrompre la rédaction d'un second roman, qui ne paraîtra qu'en 1895, pour représenter la firme familiale sur le continent européen, puis en Amérique. C'est pendant ce séjour de l'autre côté de l'Atlantique qu'il épouse une jeune Américaine, Elsie Clara Hopkins.
Il ne revient en Angleterre qu'à la mort de son père, et poursuit sa double vie : chef d'entreprise, le jour ; écrivain, la nuit. Il fait paraître au moins un roman par an et maintient ce rythme jusqu'à la quarantaine. De cette première période, Le Complot (1898) demeure son roman le plus connu.
En 1906, il vend son commerce à un homme d'affaires américain et devient écrivain à plein temps. Prolifique auteur, il fait alors concurrence à Edgar Wallace et enchaîne les gros succès de librairie, notamment avec L'imposteur (1920). Sa notoriété devient telle qu'on le surnomme le « Prince des conteurs ». Riche et célèbre, il quitte l'Angleterre et s'installe sur la Côte d'Azur, où il fréquente le gratin social qu'il aime à décrire dans ses romans. Ces derniers sont des whodunits classiques ou des romans d'espionnage « à la John Buchan - avec qui il travailla d'ailleurs pendant la Première Guerre mondiale, au ministère de l'Information. Les romans d'espionnage, qui se taillent la part du lion, sont des ouvrages de propagande aux péripéties haletantes, mais aux situations convenues et aux personnages stéréotypés, fort éloignés de la finesse des récits d'espionnage de Somerset Maugham. Ils ont fréquemment pour héros un jeune homme oisif de la haute société, dont la flamme patriotique est ravivée quand il apprend qu'un complot politique se trame dans l'ombre des lieux huppés qu'il fréquente. N'écoutant que son courage, et au péril de sa vie, il n'aura de cesse que de mettre en échec les espions au service de la « menace allemande ».
Oppenheim a publié plus de 100 romans et une quarantaine de recueils de nouvelles, employant à quelques reprises le pseudonyme Anthony Partridge pour écouler sa production. Plusieurs de ses récits ont été adaptés au cinéma.
Il meurt sur l'île de Guernesey à l'âge de 79 ans.

## Œuvre

### Romans

#### Signés E. Phillips Oppenheim
- Expiation (1887)
- The Peer and the Woman (1895) Publié en français en deux tomes sous les titres Le Revenant de Clanavon, Paris, Éditions de France, coll. À ne pas lire la nuit no 123, 1938 ; et L'Assassin de Lord Alceston, Paris, Éditions de France, coll. À ne pas lire la nuit no 124, 1938 ; réédition en un volume sous le titre Le Secret de Lord Alceston, Paris, Éditions Morgan, coll. Série rouge no 8, 1947
- A Daughter of the Marionis (1895)
- False Evidence (1896)
- A Modern Prometheus (1896)
- The Mystery of Mr. Bernard Brown (1896) Publié en français sous le titre Dîner d'anniversaire, Paris, Librairie des Champs-Élysées, Le Masque no 259, 1938
- The Wooing of Fortune (1896)
- The Postmaster of Market Deighton (1897)
- The Amazing Judgment (1897)
- The Mysterious Mr. Sabin (1898) Publié en français sous le titre Le Complot, Paris, Tallandier, coll. Les Romans mystérieux, 1911
- A Daughter of Astrea (1898) Publié en français sous le titre L'Heureux Pays, Paris, SFIL, 1914
- As a Man Lives (1898)
- Mr. Marx's Secret (1899)
- The Man and His Kingdom (1899)
- The World's Great Snare (1900)
- A Millionaire of Yesterday (1900) Publié en français sous le titre Je n'ai pas tué, Paris, Éditions Morgan, coll. Série verte no 1, 1947
- The Survivor (1901)
- Enoch Strone ou A Master of Men (1901)
- A Sleeping Memory ou The Great Awakening (1902)
- The Traitors (1902)
- A Prince of Sinners (1903)
- The Yellow Crayon (1903)
- The Betrayal (1904)
- Anna the Adventuress (1904) Publié en français sous le titre Anna l'aventureuse, Paris, Pierre Lafitte, 1909 ; réédition, Éditions Cosmopolites, coll. Le Lecteur no 92, s.d.
- A Maker of History (1905)
- The Master Mummer (1905)
- A Lost Leader (1906)
- The Tragedy of Adrea ou A Monk of Cruta (1906)
- The Malefactor ou Mr. Wingrave, Millionaire (1906)
- Berenice (1907) Publié en français sous le titre Bérénice, suivie de Pour la reine, Paris, Pierre Lafitte, 1912
- The Avenger ou The Conspirators (1907)
- The Great Secret ou The Secret (1908)
- The Governor (1908)
- The Missioner (1908)
- Jeanne of the Marshes (1909)
- The Illustrious Prince (1910) Publié en français sous le titre Le Prince Maiyo, Paris, Librairie des Champs-Élysées, Le Masque no 192, 1935
- The Lost Ambassador ou The Missing Delora (1910) Publié en français sous le titre La Disparition de Delora, Paris, La Renaissance du Livre, coll. In Extenso no 34, 1918
- The Moving Finger ou A Falling Star (1911)
- Havoc (1911)
- The Lighted Way (1912)
- The Tempting of Tavernake (1912)
- The Mischief Maker (1913)
- The Double Life of Mr. Alfred Burton (1913)
- The Way of These Women (1914)
- A People's Man (1914)
- The Vanished Messenger (1914)
- The Black Box (1915)
- The Double Traitor (1915) Publié en français sous le titre Le Double Traître, Paris, Éditions du monde illustré, 1916
- Mr. Grex of Monte Carlo (1915)
- The Kingdom of the Blind (1916)
- The Hillman (1917)
- The Cinema Murder ou The Other Romilly (1917)
- The Pawns Count (1918)
- The Zeppelin's Passenger ou Mr. Lessingham Goes Home (1918)
- The Wicked Marquis (1919) Publié en français sous le titre Œil pour œil, Paris, Hachette, coll. Les Meilleurs Romans étrangers, 1934
- The Box with Broken Seals ou The Strange Case of Mr. Jocelyn Thew (1919)
- The Curious Quest ou The Amazing Quest of Mr. Ernest Bliss (1919) Publié en français sous le titre Les Tentations d'Ernest Bliss, Paris, Hachette, coll. Les Meilleurs Romans étrangers, 1938
- The Great Impersonation (1920) Publié en français sous le titre L'Imposteur, Paris, Hachette, coll. Les Meilleurs Romans étrangers, 1933 ; réédition, Paris, Hachette, coll. L'Énigme, 1949 ; réédition dans Agents secrets dans la Grande Guerre, Paris, Omnibus, 2005
- The Devil's Paw (1920)
- The Profiteers (1921)
- Jacob's Ladder (1921)
- Nobody's Man (1921)
- The Evil Shepherd (1922) Publié en français sous le titre Prince du crime, Paris, Librairie des Champs-Élysées, Le Masque no 131, 1933
- The Great Prince Shan (1922)
- The Mystery Road (1923)
- The Wrath to Come (1924)
- The Passionate Quest (1924) Publié en français sous le titre Les Trois Pupilles de Benjamin Stone, Paris, Hachette, coll. Les Meilleurs Romans étrangers, 1937
- Stolen Idols (1925) Publié en français sous le titre La Vengeance de l'idole, Bruxelles, Dupuis, coll. Verte no 21, 1940
- Gabriel Samara, Peacemaker (1925)
- The Golden Beast (1926) Publié en français sous le titre La Bête dorée, Paris, Librairie des Champs-Élysées, Le Masque no 184, 1935
- Prodigals of Monte Carlo (1926) Publié en français sous le titre Le Rendez-vous de la mort, Paris, Hachette, coll. Les Meilleurs Romans étrangers, 1934
- Harvey Garrard's Crime (1926) Publié en français sous le titre Le Crime d'Harvey Garrard, Paris, Hachette, coll. Les Meilleurs Romans étrangers, 1933
- The Interloper ou The Ex-Duke (1927) Publié en français sous le titre Le Nouveau Duc, Paris, Hachette, coll. Les Meilleurs Romans étrangers, 1936
- Miss Brown of X. Y. O. (1927)
- The Light Beyond (1928) Publié en français sous le titre Un forban d'aujourd'hui, Paris, Hachette, coll. Les Meilleurs Romans étrangers, 1934
- The Fortunate Wayfarer (1928)
- Matorni's Vineyard (1928) Publié en français sous le titre "Z 33", Paris, Librairie des Champs-Élysées, coll. Police Sélection no 3, 1934 ; réédition, Paris, Librairie des Champs-Élysées, Le Masque no 387 bis, 1951
- The Treasure House of Martin Hews (1929) Publié en français sous le titre Le Manoir maudit, Paris, Hachette, coll. L'Énigme, 1948
- The Glenlitten Murder (1929) Publié en français sous le titre Le Meurtre de Glenlitten, Paris, Éditions Morgan, coll. Série rouge no 1, 1946
- The Million Pound Deposit (1930) Publié en français sous le titre Six hommes et cent millions, Paris, Hachette, coll. Les Meilleurs Romans étrangers, 1935
- The Lion and the Lamb (1930)
- Gangster's Glory ou Inspector Dickens Retires (1931) Publié en français sous le titre L'Inspecteur Dickins prend sa retraite, Paris, Librairie des Champs-Élysées, Le Masque no 199, 1936
- Up the Ladder of Gold (1931) Publié en français sous le titre Le Maître de l'or, Paris, Librairie des Champs-Élysées, Le Masque no 222, 1937
- Simple Peter Cradd (1931) Publié en français sous le titre Peter Cradd, Paris, Hachette, coll. Les Meilleurs Romans étrangers, 1936
- The Man from Sing-Sing ou Moran Chambers Smiled (1932) Publié en français sous le titre Le Faux Témoin, Paris, Hachette, coll. Les Meilleurs Romans étrangers, 1937
- The Ostrekoff Jewels (1932) Publié en français sous le titre Les Bijoux des Ostrekov, Paris, Hachette, coll. Les Meilleurs Romans étrangers, 1934
- Murder at Monte Carlo (1933) Publié en français sous le titre Meurtre à Monte-Carlo", Paris, Héraclès, 2024
- The Ex-Detective (1933)
- Jeremiah and the Princess (1933)
- The Gallows of Chance (1934) Publié en français sous le titre Un homme d'honneur, Paris, Hachette, coll. Les Meilleurs Romans étrangers, 1934
- The Man without Nerves ou The Bank Manager (1934) Publié en français sous le titre L'Étrange Directeur de banque, Paris, Éditions Rouff, coll. « La Clé » no 4, 1938
- The Strange Boarders of Palace Crescent (1934)
- The Spy Paramount (1934)
- The Battle of Basinghall Street (1935)
- Floating Peril ou The Bird of Paradise (1936)
- The Magnificent Hoax ou Judy of Bunter's Buildings (1936)
- The Dumb Gods Speak (1937)
- Envoy Extraordinary (1937)
- The Mayor on Horseback (1937)
- The Colossus of Arcadia (1938)
- The Spymaster (1938)
- And Still I Cheat the Gallows (1939)
- Sir Adam Disappeared (1939)
- Exit a Dictator (1939)
- The Strangers' Gate (1939)
- The Grassleyes Mystery (1940)
- Last Train Out (1940)
- The Shy Plutocrat (1941) Publié en français sous le titre Le Millionnaire timide, Paris, Hachette, 1943
- The Man Who Changed His Plea (1942)
- Mr. Mirakel (1943)

#### Signés Anthony Partridge
- The Distributors ou Ghosts of Society (1908)
- The Kingdom of Earth ou The Black Watcher (1909)
- Passers By (1910)
- The Golden Web (1911)
- The Court of St. Simon (1912)

### Nouvelles

#### Recueils de nouvelles
- The Long Arm of Mannister ou The Long Arm (1908)
- Peter Ruff and the Double-Four ou The Double Four (1912)
- For the Queen (1912) Publié en français sous le titre Pour la reine, précédé de Bérénice, Paris, Pierre Lafitte, 1912
- Those Other Days (1912)
- Mr. Laxworthy's Adventures (1913)
- The Amazing Partnership (1914)
- An Amiable Charlatan ou The Game of Liberty (1915)
- Mysteries of the Riviera (1916)
- Aaron Rodd, Diviner (1920)
- Ambrose Lavendale, Diplomat (1920)
- Hon. Algernon Knox, Detective (1920)
- The Seven Conundrums (1923)
- Michael's Evil Deeds (1923) Publié en français sous le titre Les Forfaits de Michael, Paris, Hachette, coll. L'Énigme, 1949
- The Inevitable Millionaires (1923) Publié en français sous le titre Millionnaires malgré tout, Paris, Hachette, coll. Les Meilleurs Romans étrangers, 1936
- The Terrible Hobby of Sir Joseph Londe (1924)
- The Adventures of Mr. Joseph P. Gray (1925)
- The Little Gentleman from Okehampstead (1926)
- The Channay Syndicate (1927) Publié en français sous le titre Le Carnaval des loups, Paris, Librairie des Champs-Élysées, Le Masque no 211, 1936
- Mr. Billingham, the Marquis and Madelon (1927)
- Madame and Her Twelve Virgins (1927) Publié en français sous le titre Madame, Paris, Librairie des Champs-Élysées, Le Masque no 242, 1938
- Nicholas Goade, Detective (1927)
- The Exploits of Pudgy Pete (1928)
- Chronicles of Melhampton (1928)
- The Human Chase (1929) Publié en français sous le titre Le Détective Benskin, Paris, Redier, coll. Le Domino Noir no 23, 1932
- Jennerton & Co. (1929)
- What Happened to Forester (1929)
- Slane's Long Shots (1930) Publié en français sous le titre Sir Jasper Slane et Scotland Yard, Paris, Nicholson & Watson, coll. La Tour de Londres no 2, 1947
- Sinners Beware (1931)
- Crooks in the Sunshine (1932) Publié en français sous le titre Les Bandits de la Riviera, Paris, Hachette, coll. L'Énigme, 1947
- The Ex-Detective (1933)
- General Besserley's Puzzle Box (1935)
- Advice Limited (1936)
- Ask Miss Mott (1936) Publié en français sous le titre Miss Nell détective, Paris, Hachette, coll. Les Meilleurs Romans étrangers, 1939
- Curious Happenings to the Rooke Legatees (1937)
- A Pulpit in the Grill Room (1938)
- General Besserley's Second Puzzle Box (1939)
- The Milan Grill Room (1940)
- The Great Bear (1943)
- The Man Who Thought He Was a Pauper (1943)
- The Hour of Reckoning, and The Mayor of Ballydaghan (1944), deux courts romans

#### Nouvelles isolées
- The Indiscretion of Letty Shaw (1909) Publié en français sous le titre Le Défi de Jane Shaw, Paris, Fayard, Le Saint détective magazine no 21, novembre 1956
- Mission of Major Kossuth (1911) Publié en français sous le titre La Mission du Major Kossuth, Paris, Fayard, Le Saint détective magazine no 61, mars 1960
- The Flower of Death (1912) Publié en français sous le titre La Fleur de mort, Paris, Fayard, Le Saint détective magazine no 149, juillet 1967
- Momentous Blemish ou Blemish : The Story of a Titled Murder (1928) Publié en français sous le titre La Tache de sang, Paris, Fayard, Le Saint détective magazine no 75, mai 1961
- The Thirteenth Card (1929) Publié en français sous le titre La Treizième Carte, Paris, Fayard, Le Saint détective magazine no 52, juin 1959
- The Knave's Messenger (1939) Publié en français sous le titre L'Affaire Tégnier, Paris, Fayard, Le Saint détective magazine no 44, octobre 1958
- Burglar's Must Die (1956) Publié en français sous le titre L'Invité du cambrioleur, Paris, Fayard, Le Saint détective magazine no 26, avril 1957
- If the Duke Should Die (1958) Publié en français sous le titre Si le duc mourait, Paris, Fayard, Le Saint détective magazine no 49, mars 1959
- Man from the Old Testament (1959) Publié en français sous le titre La Mission du Major Kossuth, Paris, Fayard, Le Saint détective magazine no 59, janvier 1960

## Sources
- Jacques Baudou et Jean-Jacques Schleret, Le Vrai Visage du Masque, vol. 1, Paris, Futuropolis, 1984, 476 p. (OCLC 311506692), p. 327-330.
- Anne Martinetti, "Le Masque" : histoire d'une collection, Amiens, Encrage, coll. « Références » (no 3), 1997, 143 p. (ISBN 978-2-906389-82-3), p. 86.
- Claude Mesplède, Dictionnaire des littératures policières, vol. 2 : J - Z, Nantes, Joseph K, coll. « Temps noir », 2007, 1086 p. (ISBN 978-2-910686-45-1, OCLC 315873361), p. 460-462.